# Sophie de Saxe-Weissenfels (1684-1752)
Sophie de Saxe-Weissenfels (2 août 1684, Weissenfels - 6 mai 1752, près de Hotzenplotz à Roßwald) est une noble allemande.

## Biographie
Sophie, fille de Jean-Adolphe Ier de Saxe-Weissenfels (1649-1697) et de sa première épouse Jeanne-Madeleine de Saxe-Altenbourg (1656-1686), fille de Frédéric-Guillaume II de Saxe-Altenbourg. Cela fait d'elle une princesse de Saxe-Weissenfels et un membre de la Maison de Wettin.
À Leipzig le 16 octobre 1699 Sophie épouse Georges-Guillaume de Brandebourg-Bayreuth (1678-1726), qu'elle a rencontré lors d'une visite à Leipzig plus tôt la même année. Elle devient ainsi margravine de Brandebourg-Bayreuth. Peu après, il fonde sa propre cour, en lui donnant la possibilité de construire le Château d'Erlangen.
Sophie a une influence considérable sur la vie culturelle de Bayreuth, qui est décrite comme le plus beau lieu de singspiel en Allemagne. Sophie apporte son amour pour la langue allemande dans l'opéra à Weissenfels, en en faisant le seul théâtre qui a exclusivement monté des œuvres en langue allemande. Toutefois, les dépenses des fêtes et de la culture augmente la dette de l'État. En 1705, la première pierre est posée pour une nouvelle église dans le district Saint-Georges de la ville, elle est dédiée à Sainte Sophie en son honneur.
Sophie est superficielle et son mariage s'avère malheureux. Sa relation sérieuse avec un baron suédois irrite Georges-Guillaume. Il attaque le baron à table avec un bâton et envoie sa femme au Château de Plassenburg. Après la mort de son mari, elle s'installe au Château d'Erlangen, où elle vit pendant 8 ans. Elle se remarie le 14 juillet 1734 à Albert Joseph, comte de Hoditz et Wolframitz (1706-1778), de vingt-deux ans son cadet, faisant d'elle une comtesse de Hoditz et Wolframitz. Pour l'épouser, Sophie se convertit au catholicisme et elle reçoit une pension annuelle de la cour impériale de Vienne. Après sa mort en 1752 Sophia est incinérée - c'était la première crémation dans un pays germanophone.

## Descendance
Par son premier mariage avec George Guillaume, elle a cinq enfants:
- Christiane Sophie Wilhelmine (1701-1749)
- Christian Guillaume (*/† 1706)
- Eberhardine Élisabeth (1706-1709)
- Christian Frédéric Guillaume (*/† 1709)
- François Adolphe Guillaume (*/† 1709)